# バレーボールアンゴラ男子代表
バレーボールアンゴラ男子代表は、バレーボールの国際大会で編成されるアンゴラの男子バレーボールナショナルチームである。
1978年に国際バレーボール連盟へ加盟。

## 過去の成績

### オリンピックの成績
- 出場なし

### 世界選手権の成績
- 出場なし

### アフリカ選手権の成績
- 1983年 - 6位